# Angelo Lameri
Angelo Lameri (* 26. November 1961 in Crema) ist ein italienischer Theologe. 

## Leben
Er wurde am 15. Juni 1985 zum Priester der Diözese Crema geweiht und promovierte 1995 in Theologie mit liturgisch-pastoraler Spezialisierung am Institut für pastorale Liturgie S. Giustina in Padua. Er war zehn Jahre lang Sekretär des Bischofs seiner Diözese, Pfarrverwalter und Direktor des liturgischen Büros der Diözese. Von 1997 bis 2007 war er Präsident der Regionalen Liturgischen Kommission der Lombardei und von 2005 bis 2019 Mitarbeiter des Nationalen Liturgischen Amtes der Italienischen Bischofskonferenz. Derzeit ist er ordentlicher Professor für Liturgie und allgemeines Sakramentar an der Lateranuniversität und Gastprofessor an der Pontificia Università della Santa Croce. Seit 2010 ist er Berater der Kongregation für den Gottesdienst und die Sakramentendisziplin und seit 2013 Berater des Amtes für liturgische Feiern des Papstes.

## Schriften (Auswahl)
- La traditio instrumentorum e delle insegne nei riti di ordinazione. Studio storico-liturgico. Rom 1998, ISBN 88-86655-41-X.
- als Herausgeber mit Rinaldo Falsini: Ordinamento generale del Messale romano. Commento e testo. Padua 2006, ISBN 88-250-1689-1.
- La Pontificia Commissio de sacra liturgia praeparatoria Concilii Vaticani II. Documenti, testi, verbali. Rom 2013, ISBN 978-88-7367-178-7.
- Alla ricerca del fondamento teologico della partecipazione attiva alla liturgia. Il dibattito nella commissione liturgica preparatoria del Concilio Vaticano II. Rom 2016, ISBN 978-88-7367-204-3.